# Станковий кулемет

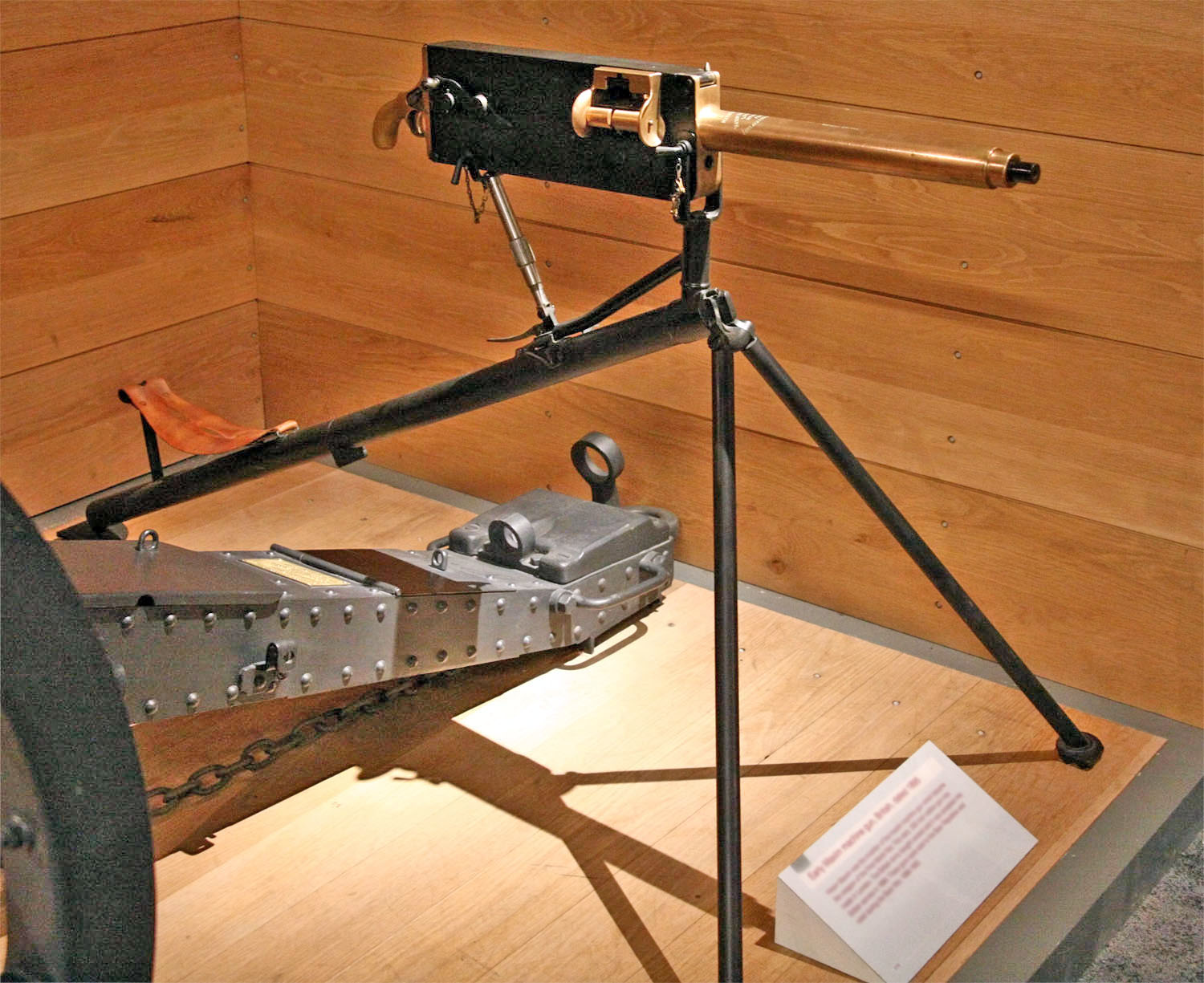
Один з перших зразків станкового кулемету Максима. 1895

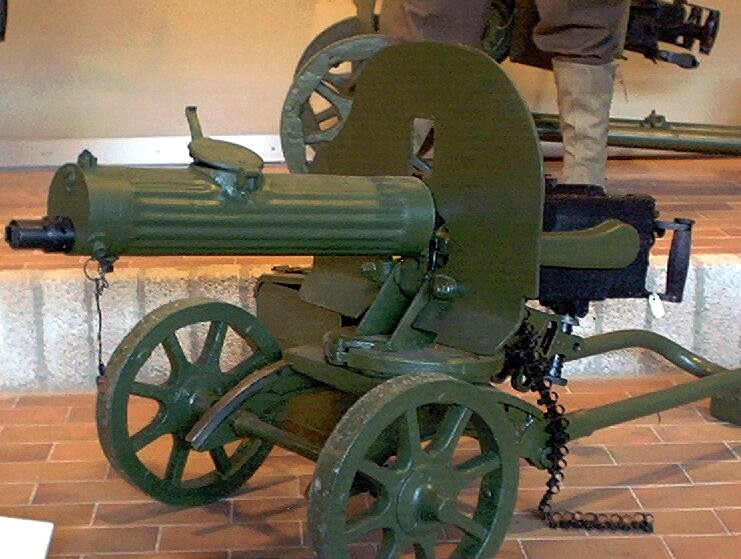
Кулемет Максима. 1910

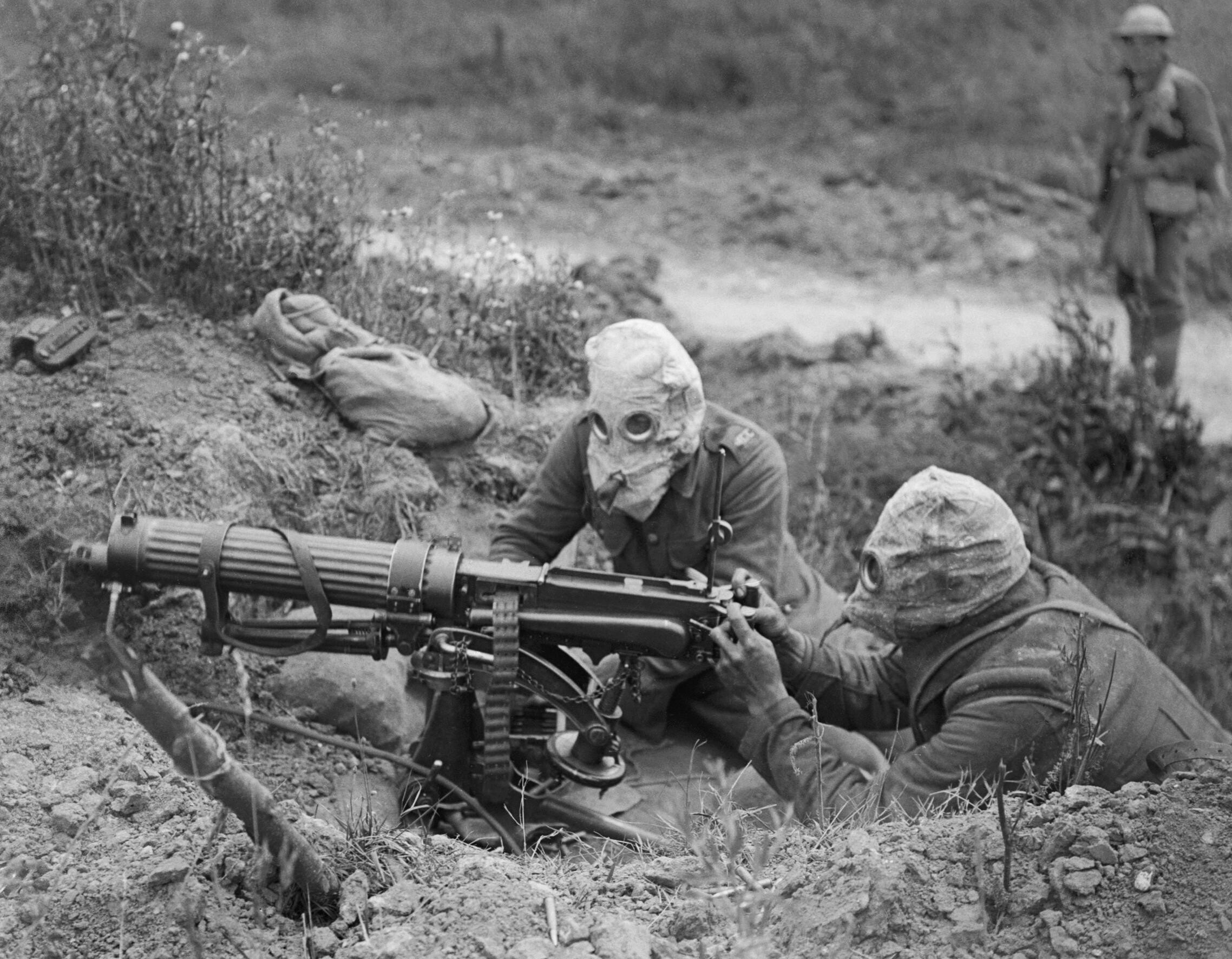
Кулеметна обслуга веде вогонь у протигазових масках. Кулемет Вікерс. Перша Світова війна

Станко́вий кулеме́т — автоматична зброя, кулемет, встановлений на спеціальному станку, використання якого забезпечує певну стійкість зброї, зручність його наведення і високу влучність стрільби по наземних і повітряних цілях. Стрічкове живлення набоями, великий боєкомплект, застосування масивних стволів і їх охолоджування дозволяють отримувати високу практичну скорострільність (250–300 постр./хв). Завдяки такій скорострільності і високій влучності стрільби станковий кулемет є найпотужнішою автоматичною стрілецькою зброєю, придатна до тривалого ведення безперервного вогню.
Калібр станкових кулеметів коливається, як правило, в діапазоні 6,5–8,0 мм.
Станковий кулемет призначений для ураження живої сили, вогневих засобів і повітряних цілей противника. Найбільш дієвий вогонь по наземних і повітряних цілях — до 1000 м.
Станковий кулемет є груповою зброєю (обслуга 2–6 осіб), при переміщеннях розбирається на декілька частин. Станки станкових кулеметів бувають триніжні і колісні. Найбільшого поширення набули триніжні станки, що відрізняються меншою масою і змінною висотою лінії вогню.
Станки мають механізм горизонтального і вертикального наведення. Горизонтальне наведення зазвичай виконується поворотом кулемета (вільне наведення) в секторі до 60–90° при стрільбі по наземних цілях і без обмеження — по повітряних цілях. У механізмах вертикального наведення поєднується вільне наведення з механічним (тонке наведення).
Перша дає швидкість наведення, друга дозволяє отримувати високу влучність і вести вогонь з розсіюванням в глибину при кутах піднесення і нахилу до 20–30°. Кулемет називається станковим, якщо його конструкція передбачає установлення на станок для стрільби. Якщо він також може використовуватися як ручний, то називається єдиним. Єдині кулемети отримали у більшості сучасних армій широке використання.